# Mohammad Jusef Kargar
Mohammad Jusef Kargar, dari محمد یوسف کارگر (ur. 11 maja 1962 w Afganistanie) – afgański piłkarz, grający na pozycji napastnika, trener piłkarski.

## Kariera piłkarska

### Kariera klubowa
Występował w klubach z Afganistanu.

### Kariera reprezentacyjna
W 1976 debiutował narodowej reprezentacji Afganistanu, barwy której bronił do 1984.

## Kariera trenerska
Karierę szkoleniowca rozpoczął trenując najpierw narodową reprezentację juniorską. Od 2002 do 2008 pomagał trenować, a potem do listopada 2009 prowadził reprezentację Afganistanu. W styczniu 2010 roku ponownie stał na czele reprezentacji Afganistanu. Wiosną 2014 został czasowo zastąpiony na turnieju AFC Challenge Cup przez Ericha Rutemöllera z powodu swojego zawieszenia za znieważenie sędziego w poprzedniej edycji Pucharu.

## Nagrody i odznaczenia

### Sukcesy trenerskie
- mistrz SAFF: 2013,
- finalista Mistrzostw SAFF: 2011